# Алмашу-Мік (Хунедоара)
Алмашу-Мік (рум. Almașu Mic) — село у повіті Хунедоара в Румунії. Входить до складу комуни Пестішу-Мік.
Село розташоване на відстані 294 км на північний захід від Бухареста, 6 км на південь від Деви, 119 км на південний захід від Клуж-Напоки, 129 км на схід від Тімішоари.

## Населення
За даними перепису населення 2002 року у селі проживали 85 осіб, усі — румуни. Усі жителі села рідною мовою назвали румунську.